# Wettmannstätten
Wettmannstätten è un comune austriaco di 1 553 abitanti nel distretto di Deutschlandsberg, in Stiria; ha lo status di comune mercato (Marktgemeinde).